# Colossendeis notialis
Colossendeis notialis is een zeespin uit de familie Colossendeidae. De soort behoort tot het geslacht Colossendeis. Colossendeis notialis werd in 1995 voor het eerst wetenschappelijk beschreven door Child. 